# Divulapitiya Division
Divulapitiya Division är en division i Sri Lanka.   Den ligger i distriktet Gampaha District och provinsen Västprovinsen, i den sydvästra delen av landet, 40 km norr om huvudstaden Colombo. Antalet invånare är 143 871.